# Pandemia de COVID-19 en Bosnia y Herzegovina
Los primeros dos casos de la Pandemia del COVID-19 en Bosnia y Herzegovina ocurrieron el 5 de marzo de 2020, un paciente de Italia en Bania Luka y el otro hijo del primer caso.

## Confirmación previa de antecedentes

### Orígenes
El 12 de enero de 2020, la Organización Mundial de la Salud (OMS) confirmó que un nuevo coronavirus fue la causa de una enfermedad respiratoria en un grupo de personas en la ciudad de Wuhan, provincia de Hubei, China, que se informó a la OMS el 31 de diciembre de 2019. 
La tasa de letalidad de COVID-19 ha sido mucho más baja que la del SARS de 2003, pero la transmisión ha sido significativamente mayor, con un número total de muertes significativo. 

### Casos sospechosos
Hasta el 25 de febrero, 12 personas estaban bajo vigilancia como casos sospechosos.  En Sarajevo, tres turistas chinos que mostraban síntomas tuvieron resultados negativos en las pruebas del virus. 
El 2 de marzo, se sospechaba que un hombre de Tomislavgrad había traído el virus de Italia y fue enviado a Muestras para un chequeo médico. El resultado de su prueba fue negativo.

## Eventos importanes
El 5 de marzo de 2020, los funcionarios de salud de la República Srpska confirmaron el primer caso de COVID-19 en el país. Más tarde, ese mismo día, se confirmó el segundo caso. Estos casos fueron un padre y un hijo que se pensó que habían contraído el virus mientras visitaban Italia. 
El 9 de marzo se confirmó el quinto caso en Bosnia y Herzegovina en la ciudad de Zenica, que fue el primer caso confirmado en la Federación de Bosnia y Herzegovina. 
El 15 de marzo se confirmó el 24º caso en Domaljevac-Šamac. Este paciente contrajo la enfermedad en Alemania, a diferencia de todos los demás que se pueden rastrear hasta Italia. 
El 16 de marzo, el Ministerio de Salud de la República Srpska anunció las dos primeras recuperaciones, ambas de Banja Luka.
El 20 de marzo se confirmaron los primeros casos en la capital, Sarajevo. 
El 21 de marzo, se anunció la primera muerte en el país por coronavirus en un hospital de Bihać. La paciente era una anciana que había sido hospitalizada dos días antes.
El 23 de marzo se confirmaron los primeros casos en el distrito de Brčko. Los casos fueron dos personas que llegaron a Brčko desde el Caribe a través de los aeropuertos de Francia y Serbia. 
El 29 de agosto de 2020, el criminal de guerra Momčilo Krajišnik dio positivo por COVID-19. El 15 de septiembre de 2020, Krajišnik murió de COVID-19. 

### Grupo relacionado con el congreso "Igman Konjic"
Varios casos en la Federación de Bosnia y Herzegovina están relacionados con un congreso celebrado en Konjic el 11 de marzo de 2020, donde la empresa "Igman" de Konjic cumplió 70 años de existencia de la empresa, y donde estuvieron presentes alrededor de 200 personas. Además de los casos confirmados de personas de Konjic, entre esas personas había casos confirmados de personas de Visoko, Tešanj, Goražde, Novi Travnik y Sarajevo. Este caso atrajo la atención de los medios después de que se reveló que una persona de Serbia estaba presente en este evento, y después de que regresó a Serbia se confirmó positivo por coronavirus. Desde esta confirmación el 16 de marzo, todos los participantes han tenido que someterse a un autoaislamiento obligatorio, y entre las personas presentes en este evento estaban el cantante bosnio Berin Buturović, que resultó positivo por coronavirus, así como el político bosnio Fadil Novalić que recibió un resultado negativo.  l 24 de marzo se informó de la primera muerte de este grupo, que era conductor del director de esta empresa.

## Impacto
Miembros de la Junta del Grupo de Turismo y Hospitalidad de la Cámara de Comercio Exterior de Bosnia y Herzegovina han advertido que la situación del turismo como sector era sensible a las disrupciones globales y la aparición de una nueva cepa de coronavirus podría llevar al colapso de todas las entidades operando en el sector del turismo y la hostelería. 
Simulaciones macroeconómicas en el informe "Consecuencias económicas del análisis COVID-19 para Bosnia y Herzegovina, medidas y soluciones" de Admir Čavalić, Faruk Hadžić y Damir Bećirović muestran que Bosnia y Herzegovina, ceteris paribus, se enfrentará a una caída del PIB en 2020 que oscilará entre el 3,97% y el 9,53%. En el peor de los casos, se prevé para finales de año el aumento del número de parados hasta los 96.767. Aplicando oportunamente las medidas indicadas en el análisis, sería posible reducir este número a 33.284 parados. El análisis enfatiza las tendencias macroeconómicas negativas actuales en Bosnia y Herzegovina (inestabilidad de los sistemas de pensiones, desaceleración económica a 2.8% en 2019, tendencias migratorias con un estimado de 50.000 personas que salen de Bosnia anualmente) lo que hace que el país sea muy vulnerable a la crisis actual. El impacto más fuerte se espera en el sector de la asistencia sanitaria y las prestaciones por desempleo. La carga financiera específica se refiere a la intervención del gobierno destinada a estabilizar la economía.
A partir del 21 de marzo, se cancelaron la mayoría de las actividades deportivas en todo el país, incluidos todos los partidos de fútbol en todas las categorías.

## Medidas

### Bosnia y Herzegovina
La Presidencia de Bosnia y Herzegovina anunció la colocación de carpas de cuarentena por parte de las Fuerzas Armadas en las fronteras del país destinadas a los ciudadanos bosnios que regresan a casa. Todo ciudadano bosnio que llegue al país está obligado a ponerse en cuarentena durante 14 días a partir del día de llegada. Se instalarán tiendas de campaña en la frontera norte con Croacia. 
El 15 de marzo de 2020, el Consejo de Ministros de Bosnia y Herzegovina emitió una decisión que prohíbe a los extranjeros que ingresen a Bosnia y Herzegovina ingresar desde áreas con transmisión intensiva de coronavirus, y especialmente desde: Provincias de la República Popular China (Wuhan), Corea del Sur, Japón, Italia, Irán, Francia, Rumania, Alemania, Austria, España, Suiza y Bélgica. 
El 24 de marzo de 2020, el Consejo de Ministros de Bosnia y Herzegovina emitió una decisión que prohíbe la entrada a todos los extranjeros, y también a partir del 30 de marzo de 2020 todas las fronteras en los aeropuertos de Bosnia y Herzegovina estarán cerradas para los pasajeros, y los aviones solo podrían aterrizar para entregar carga. El 21 de mayo de 2020, el Consejo de Ministros adoptó una decisión que permite la entrada y la estadía de un extranjero que ingresa a Bosnia y Herzegovina debido a obligaciones comerciales, siempre que tenga una carta de invitación de una entidad legal de Bosnia y Herzegovina que lo contrate en Bosnia y Herzegovina y un certificado de una prueba negativa para el virus del SARS-CoV-2 de un laboratorio autorizado, que no tenga más de 48 horas desde el momento de la entrada. Los ciudadanos de Croacia, Montenegro y Serbia pueden entrar en Bosnia y Herzegovina sin ninguna condición adicional a partir del 1 de junio de 2020. 
Se analizaron científicamente los efectos de las medidas restrictivas y su relajación. Después de que las autoridades levantaron las restricciones obligatorias de cuarentena, el número de reproducción instantánea aumentó de 1,13 el 20 de mayo a 1,72 el 31 de mayo.

### Distrito de Brčko
El gobierno del distrito de Brčko adopta regularmente medidas para el control y la prevención de la pandemia de coronavirus y las publica en su sitio web oficial.  Desde el 22 de marzo de 2020, en el distrito de Brčko está prohibido reunirse y moverse en lugares públicos y áreas públicas abiertas o cerradas en un grupo de tres o más personas durante todo el día, y hay toque de queda. se introdujo en todo el distrito de Brčko todos los días. de 21:00 a 05:00.  El 7 de mayo de 2020, el toque de queda se cambió de 22:00 a 05:00.  toque de queda en el distrito de Brčko estuvo en vigor hasta el 22 de mayo de 2020.

## Asistencia internacional
Los países y organizaciones internacionales que han enviado ayuda y fondos a Bosnia y Herzegovina, para ayudar a combatir la pandemia:
- Azerbaiyán : el 23 de abril de 2020, Azerbaiyán envió a Bosnia y Herzegovina 10 toneladas de equipos médicos y de protección, incluidos 2 millones de máscaras protectoras.
- Croacia : el gobierno de Croacia asignó 43 millones de HRK al Hospital de Mostar.
- Unión Europea - La Unión Europea está considerando dos formas de ayudar a Bosnia y Herzegovina, incluido el apoyo rápido en el suministro de hasta EUR 7 millones de dólares en equipo médico y de ajuste a medio plazo y la aplicación de ayuda de la UE por un importe de hasta 50 millones de euros para los programas de desarrollo económico.
- Hungría : el 16 de abril de 2020, Hungría envió un avión con ayuda médica, incluidos respiradores, a Banja Luka como ayuda a la República Srpska, y un camión con equipo de protección a Sarajevo como ayuda a la Federación de Bosnia y Herzegovina. El canciller húngaro Péter Szijjártó , que acompañó el envío, se reunió con la canciller bosnia Bisera Turković en Sarajevo y se dirigió a Milorad Dodik , miembro serbio de la presidencia del estado bosnio, más tarde en Banja Luka.
- Malasia : el gobierno de Malasia enviará dos millones de máscaras protectoras a Bosnia y Herzegovina.
- Catar : el 19 de mayo de 2020, un avión de Catar que transportaba un envío de ayuda médica urgente llegó al Aeropuerto Internacional de Sarajevo para ayudar a abordar el brote del coronavirus en Bosnia y Herzegovina.
- Rusia : el 9 de abril de 2020, Rusia envió tres aviones militares como ayuda a la República Srpska. La ayuda consistió en equipos médicos, incluyendo protecciones, mascarillas y respiradores, vehículos para desinfección, así como en personal médico.
- Serbia - Serbia está ayudando a la República Srpska con medicamentos, equipos de protección y máquinas clínicas vitales, y también está ayudando a toda Bosnia y Herzegovina con alimentos que incluyen trigo, maíz y soja.
- Eslovenia : el 16 de abril de 2020, Eslovenia envió ayuda humanitaria por un valor total de 133.000 euros.
- Suiza : el 23 de marzo de 2020, la Embajada de Suiza en Bosnia y Herzegovina informó al Ministro de Seguridad que Suiza ha asignado 200.000 USD para asistencia a Bosnia y Herzegovina.
- Turquía : Turquía envió ayuda humanitaria el 24 de marzo de 2020 que incluye máscaras protectoras, guantes, trajes protectores y gafas a la Sociedad de la Cruz Roja de Bosnia y Herzegovina .
- Naciones Unidas - El Programa de las Naciones Unidas para el Desarrollo en Bosnia y Herzegovina financió con urgencia la adquisición de 50.000 kits de prueba de coronavirus.
- Estados Unidos : el 23 de marzo de 2020, el gobierno de EE. UU. Donó materiales médicos y otros suministros importantes a las Fuerzas Armadas de Bosnia y Herzegovina.  USAID está donando $ 1.2 millones a Bosnia y Herzegovina para ayudar a sus sistemas de laboratorio, activar la búsqueda y monitoreo de casos, apoyar a expertos, reforzar la conciencia y el compromiso de la comunidad y fortalecer la prevención.